# Albert de Münsterberg-Œls
Albert de Münsterberg-Œls (en allemand : Albrecht I. von Münsterberg ou Albrecht von Podiebrad; en tchèque Albrecht z Minstrberka ou Albrecht z Poděbrad; né le 2 aout 1468 – 12 juillet 1511 à Prostějov) est un membre de la maison de  Poděbrady qui règne sur les duchés silésiens de Münsterberg et d'Oleśnica et aussi un comte de Kladsko en allemand Glatz.

## Biographie
Albert est le petit fils du roi  Georges de Bohême. Ses parents sont Henri Ier de Poděbrady duc de Münsterberg et   Ursula de Brandebourg, fille de  l'Électeur  Albert III Achille de Brandebourg.
Après la mort de leur père en 1498, Albert et ses deux frères cadets, Georges et Charles règnent conjointement sur leurs domaines bien qu'ils aient chacun leur propre cour : Albert à Kłodzko, Georges à Oleśnica et  Charles à Münsterberg puis après 1530 dans son château nouvellement bâti de Frankenstein. Les trois frères cèdent le comté de Glatz (en tchèque Kladsko) en 1501 à leur futur beau-frère Ulrich de Hardegg. Cependant ils conservent le titre de  « Comte de Kladsko » pour eux et leurs descendants jusqu'à l'extinction de la lignée masculine de la famille de Poděbrady en 1647.

## Union et postérité
Le 11 janvier 1487, Albert épouse Salomé (née en 1475/76 - vers le 30 septembre 1514), une fille du duc Jean II le Fou de Żagań et Großglogau. Le 7 janvier 1488, ses deux frères cadets Georges et Charles épouseront à leur tour, respectivement Hedwige et Anne, deux autres filles de Jean II.
Albrecht et Salomé ont une file unique Ursula (en tchèque: Voršila) (née le 26 décembre 1498 – 1545). le 26 décembre 1517, elle épouse  Henry Riesenberg (en tchèque: Jindřich z Švihovský Ryzmberka), qui meurt en juin 1551.

## Articles liés
- Duché de Münsterberg
- Duché d'Œls

## Source
- (en) Cet article est partiellement ou en totalité issu de l’article de Wikipédia en anglais intitulé « Albert I, Duke of Münsterberg-Oels » (voir la liste des auteurs), édition du 7 juillet 2014.
- Anthony Stokvis, Manuel d'histoire, de généalogie et de chronologie de tous les États du globe, depuis les temps les plus reculés jusqu'à nos jours, préf. H. F. Wijnman, Israël, 1966, livre III chapitre VIII « Généalogie de la maison de Poděbrad »  tableau généalogique n° 17.
- (en) & (de) Peter Truhart, Regents of Nations, K. G Saur Münich, 1984-1988 (ISBN 359810491X), Art. « Oels + Bernstadt, Kosel, Wartenberg », p.  2453.